# Vittina
Vittina is een geslacht van weekdieren uit de klasse van de Gastropoda (slakken).

## Soorten
- Vittina coromandeliana (G. B. Sowerby I, 1836)
- Vittina cumingiana (Récluz, 1842)
- Vittina jovis (Récluz, 1843)
- Vittina pomahakaensis (Finlay, 1924) †
- Vittina roissyana (Récluz, 1841)
- Vittina variegata (Lesson, 1831)
- Vittina waigiensis (Lesson, 1831)
- Vittina wallisiarum (Récluz, 1850)